# Wacław Banaszewski
Wacław Tadeusz Banaszewski (ur. 21 lutego 1894 w Boguszyńcu k. Koła,  zm. wiosną 1940 w Katyniu) – podporucznik rezerwy broni pancernej Wojska Polskiego, ofiara zbrodni katyńskiej.

## Życiorys
Urodził się w rodzinie Józefa i Michaliny z Piaseckich. Działacz niepodległościowy, żołnierz I Korpusu Polskiego w Rosji. Podczas wojny 1918–1921 w 27 kolumnie samochodowej 1 Dywizji Piechoty Legionów i naczelnik VI rejonu powiatu wileńskiego.
W okresie międzywojennym mieszkał w Warszawie, gdzie prowadził własną firmę samochodową.
W kampanii wrześniowej 1939 przydzielony do 3 batalionu pancernego. Po agresji ZSRR na Polskę w nieznanych okolicznościach wzięty do niewoli przez Sowietów. Przebywał w obozie jenieckim w Kozielsku. Wiosną 1940 został zamordowany przez funkcjonariuszy NKWD w lesie katyńskim i tam pogrzebany w bezimiennej mogile zbiorowej, gdzie od 28 lipca 2000 mieści się oficjalnie Polski Cmentarz Wojenny w Katyniu. W miejscu tym prowadzone były ekshumacje i prace archeologiczne. W 1943 jego ciało zostało zidentyfikowane w toku ekshumacji prowadzonych przez Niemców pod numerem 518, a przy zwłokach znaleziono prawo jazdy z Warszawy oraz kartę szczep. 3355. Figuruje na liście wywózkowej 017/1 z 1940.
Był żonaty z Jadwigą z Murawskich, z którą miał syna Wacława.

## Ordery i odznaczenia
- Krzyż Niepodległości – 29 grudnia 1933 „za pracę w dziele odzyskania niepodległości”[9]

## Upamiętnienie
5 października 2007 minister obrony narodowej Aleksander Szczygło mianował go pośmiertnie na stopień porucznika. Awans został ogłoszony 9 listopada 2007 w Warszawie, w trakcie uroczystości „Katyń Pamiętamy – Uczcijmy Pamięć Bohaterów”.